# 74-та паралель північної широти
74-та паралель північної широти — лінія широти, що лежить на 74 градуси північніше земної екваторіальної площини, за Північним полярним колом, в Арктиці. Вона проходить через Атлантичний океан, Європу, Азію, Північний Льодовитий океан та Північну Америку.
На цій широті під час літнього сонцестояння сонце видно 24 години (полярний день), а під час зимового сонцестояння протягом доби тривають навігаційні сутінки (полярна ніч).

## Список географічних об'єктів, що перетинає 74° пн. ш.
Починаючи з Гринвіцького меридіану та рухаючись на схід, 74-та паралель північної широти проходить через:
| Координати                                                   | Країна, територія або море | Примітки                                                       |
| ------------------------------------------------------------ | -------------------------- | -------------------------------------------------------------- |
| 74°0′ пн. ш. 0°0′ сх. д. / 74.000° пн. ш. 0.000° сх. д.      | Атлантичний океан          | Гренландське море Норвезьке море                               |
| 74°0′ пн. ш. 19°48′ сх. д. / 74.000° пн. ш. 19.800° сх. д.   | Баренцове море             |                                                                |
| 74°0′ пн. ш. 54°35′ сх. д. / 74.000° пн. ш. 54.583° сх. д.   | Росія                      | Нова Земля — проходить через Північний острів                  |
| 74°0′ пн. ш. 58°17′ сх. д. / 74.000° пн. ш. 58.283° сх. д.   | Карське море               |                                                                |
| 74°0′ пн. ш. 83°52′ сх. д. / 74.000° пн. ш. 83.867° сх. д.   | Росія                      | Проходить через острів Расторгуєва[en]                         |
| 74°0′ пн. ш. 84°18′ сх. д. / 74.000° пн. ш. 84.300° сх. д.   | Карське море               | Пясинська затока[en]                                           |
| 74°0′ пн. ш. 86°49′ сх. д. / 74.000° пн. ш. 86.817° сх. д.   | Росія                      | Проходить через півострів Таймир і Таймирське озеро            |
| 74°0′ пн. ш. 111°31′ сх. д. / 74.000° пн. ш. 111.517° сх. д. | Море Лаптєвих              | Проходить південніше острова Великий Бегічев, Росія            |
| 74°0′ пн. ш. 135°55′ сх. д. / 74.000° пн. ш. 135.917° сх. д. | Росія                      | Проходить через острів Столбовий, Новосибірські острови        |
| 74°0′ пн. ш. 136°13′ сх. д. / 74.000° пн. ш. 136.217° сх. д. | Море Лаптєвих              |                                                                |
| 74°0′ пн. ш. 140°19′ сх. д. / 74.000° пн. ш. 140.317° сх. д. | Росія                      | Проходить через Малий Ляховський острів, Новосибірські острови |
| 74°0′ пн. ш. 141°2′ сх. д. / 74.000° пн. ш. 141.033° сх. д.  | Східносибірське море       |                                                                |
| 74°0′ пн. ш. 169°43′ сх. д. / 74.000° пн. ш. 169.717° сх. д. | Північний Льодовитий океан |                                                                |
| 74°0′ пн. ш. 138°42′ зх. д. / 74.000° пн. ш. 138.700° зх. д. | Море Бофорта               |                                                                |
| 74°0′ пн. ш. 124°18′ зх. д. / 74.000° пн. ш. 124.300° зх. д. | Канада                     | Північно-Західні території — проходить через острів Бенкс      |
| 74°0′ пн. ш. 116°36′ зх. д. / 74.000° пн. ш. 116.600° зх. д. | Протока Віконта Мелвілла   |                                                                |
| 74°0′ пн. ш. 98°55′ зх. д. / 74.000° пн. ш. 98.917° зх. д.   | Канада                     | Нунавут — проходить через острів Рассел                        |
| 74°0′ пн. ш. 97°44′ зх. д. / 74.000° пн. ш. 97.733° зх. д.   | Протока Паррі              |                                                                |
| 74°0′ пн. ш. 95°11′ зх. д. / 74.000° пн. ш. 95.183° зх. д.   | Канада                     | Нунавут — проходить через острів Сомерсет                      |
| 74°0′ пн. ш. 91°1′ зх. д. / 74.000° пн. ш. 91.017° зх. д.    | Протока Паррі              |                                                                |
| 74°0′ пн. ш. 90°3′ зх. д. / 74.000° пн. ш. 90.050° зх. д.    | Канада                     | Нунавут — проходить через острів принца Леопольда[en]          |
| 74°0′ пн. ш. 89°57′ зх. д. / 74.000° пн. ш. 89.950° зх. д.   | Протока Ланкастер          |                                                                |
| 74°0′ пн. ш. 79°0′ зх. д. / 74.000° пн. ш. 79.000° зх. д.    | Море Баффіна               |                                                                |
| 74°0′ пн. ш. 56°31′ зх. д. / 74.000° пн. ш. 56.517° зх. д.   | Гренландія                 | Проходить через острів Ікерміорсуак[en]                        |
| 74°0′ пн. ш. 24°36′ зх. д. / 74.000° пн. ш. 24.600° зх. д.   | Гренландія                 | Проходить через льодовик Вальтерсхаузен[en]                    |
| 74°0′ пн. ш. 21°6′ зх. д. / 74.000° пн. ш. 21.100° зх. д.    | Атлантичний океан          | Гренландське море                                              |